# Crook Inn
Der Crook Inn ist mehr als 400 Jahre alt und gilt als der älteste voll lizenzierte Pub in Schottland. Er liegt nördlich des kleinen Ortes Tweedsmuir im Tal des Tweed in der Region Scottish Borders, etwa 45 Kilometer südlich von Edinburgh. 

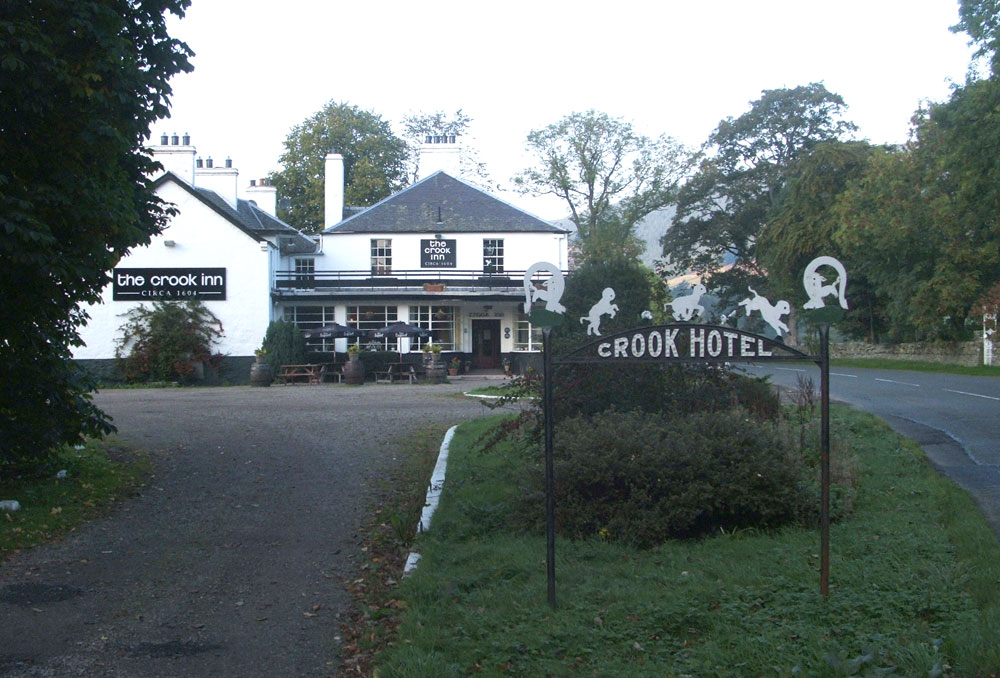
Crook Inn

Der Gasthof wurde 1604 gegründet und war damals Postkutschenstation an einem der Hauptverbindungswege zwischen Edinburgh und Moffat (heutige Straße: A701), bzw. zwischen Schottland und England. Während des Katholikenaufstandes Ende des 17. Jahrhunderts wurde der Crook Inn zu einem Treffpunkt und Versteck der Presbyterianer. In der ursprünglichen Küche des Inn mit dem Original-Steinboden ist heute die Bar im Stile des frühen 17. Jahrhunderts. Ansonsten wurde der Crook Inn 1936 im Art-déco-Stil modernisiert. 
Der schottische Dichter Robert Burns hat den Crook Inn regelmäßig besucht und schrieb hier sein Gedicht Willie Wastles Wife. Auch Sir Walter Scott und der wenige Kilometer entfernt geborene John Buchan, 1. Baron Tweedsmuir ließen sich in ihren Werken von der Landschaft um Crook Inn inspirieren.
In den 1890er Jahren war er Treffpunkt von Arbeitern, die für die Neuanlage der Talsperre des Loch Talla eine Bahnstrecke bauten. Das Wasseramt in Edinburgh hatte den See in den Bergen bei Tweedsmuir als Standort für ein neues Wasserreservoir zur Versorgung der Bürger Edinburghs ausgesucht. Das Material für den Staudamm musste vom Endpunkt der Bahn mit Hilfe eines Seilzuges vor Ort gebracht werden. Einer der Geldgeber des Bahnprojektes, John Best, war auch Mitinhaber des Crook Inn. Jeden Freitag strömten die Arbeiter (viele von ihnen aus Irland) in das Wirtshaus, um ihren gerade erhaltenen Lohn auszugeben – wodurch ihr Arbeitgeber ein Großteil seiner Ausgaben gleich wieder einnahm.
Der schottische Richter bei den Tokioter Prozessen, William Donald Patrick, lebte in Schottland ein ruhiges Leben und reiste oft zum Crooks Inn, wo er Gartenarbeit betrieb. Das führte sogar so weit, dass eine Zeugin im Gerichtssaal in Edinburgh vor Verwunderung ausgerufen haben soll: „Das ist ja der Gärtner vom Crook Inn.“
In jüngerer Zeit gab es Streit um die künftige Nutzung des Anwesens, das zunehmend verfällt. Der Pub ist seit geraumer zeit geschlossen.  